# 신문 목록
아래의 목록은 나라별(가나다 순)로 정리한 신문 목록이다.

## 그리스
- 엘레프테로티피아
- 에스티아
- 에트노스
- 카티메리니
- 타 네아

## 대한민국
- 조선일보
- 동아일보
- 중앙일보
- 일요신문
- 한국일보
- 서울신문
- 경향신문
- 한겨레
- 문화일보
- 국민일보
- 세계일보
- 내일신문
- 전국매일
- 컬처타임즈
- 매일일보

## 독일
- 디 벨트
- 베를리너 차이퉁
- 쥐트도이체 차이퉁
- 디 차이트

## 러시아
- 이즈베스티야
- 프라우다

## 미국
- 뉴욕타임즈(The New York Times)
- 워싱턴타임스(The Washington Times)
- USA 투데이(USA Today)
- 로스앤젤레스 타임즈(Los Angeles Times)
- 샌프란시스코 크로니클(San Francisco Chronicle)
- 뉴욕포스트(New York Post)
- 월스트리트저널(The Wall Street Journal)
- 보스턴글러브(The Boston Globe)
- 시카고 트리뷴(Chicago Tribune)
- 뉴욕데일리타임즈(New York Daily News)
- 워싱턴 포스트(The Washington Post)
- 인터내셔널 헤럴드 트리뷴(International Herald Tribune)
- 필라델피아 인쿼러(The Philadelphia Inquirer)

## 에스파냐
- 엘 문도
- 마르카
- AS
- 엘 문도 데포르티보
- 스포르트

## 영국
- 더 타임즈(The Times)
- 더 선(The Sun)
- 데일리 미러(Daily Mirror)
- 파이낸셜 타임즈(Financial Times)

## 일본
- 아사히 신문(일본어: 朝日新聞)
- 요미우리 신문(일본어: 読売新聞 요미우리신분[*])
- 산케이 신문(일본어: 産経新聞 산케이신분[*])
- 마이니치 신문(일본어: 每日新聞)
- 니혼케이자이 신문(일본어: 日本経済新聞)
- 도쿄 신문(일본어: 東京新聞)
- 미야자키 니치니치 신문(일본어: 宮崎日日新聞)
- 산케이스포츠(일본어: 産經スポーツ)
- 도쿄 쥬니치 신문
- 스포츠 닛폰(일본어: スポーツニッポン)
- 스포츠 요미우리
- 스포츠 호치(일본어: スポーツ報知)
- 니칸 스포츠
- 데일러 스포츠
- 일간스포츠(일본어: 日刊スポーツ)

## 조선민주주의인민공화국

### 중앙신문
- 로동신문-조선노동당 기관지
- 민주조선-조선 최고인민위원회 기관지
- 청년전위-사로청 기관지

### 지방 일간지
- 평양신문-조선로동당 평양시인민위원회 기관지

### 전문 일간지 및 주간지
- 조선인민군-특수신문
- 철도신문-내각 철도성 기관지
- 체육신문
- 통일신보-조선민주주의인민공화국의 무소속 신문
- 인민보건-조선민주주의인민공화국 보건성 신문
- 건설신문-조선민주주의인민공화국 내각 건재건설부 기관지
- 로동자신문
- 교원신문
- 새날
- 교통신문
- 공장신문 - 북조선 기업에서 발간하는 신문

## 중화민국
- 연합보(중국어: 聯合報)

## 중화인민공화국
- 인민일보(중국어: 人民日報)
- 해방일보(중국어: 解放日報)
- 광명일보(중국어: 光明日報)
- 공인일보(중국어: 工人日報)
- 중국청년보(中國靑年報) -중국 청년들에게 국가 정책 및 청소년에게 읽을거리를 마련해 주고 있는 신문.
- 베이징타임스 - 영문으로 발행하는 중화인민공화국의 신문.
- 중국일보(中國日報)
- 북경일보(北京日報) - 중국 베이징 당위원회에서 발행하는 신문
- 흑룡강신문(黑龍江新聞) - 중국의 재중조선인동포와 화교에게 읽을거리를 전달하는 동포신문.
- 연변일보 - 조선말, 한어로 발간되는 신문
- 신화일보
- 참고신문
- 신화매일전신

## 홍콩
- 명보(중국어: 明報)
- 빈과일보(중국어: 蘋果日報)
- 동방일보(중국어: 東方日報)
- 태양보(중국어: 太陽報)
- 성도일보(중국어: 星島日報)

## 프랑스
- 르 몽드
- 르 피가로
- 리베라시옹